# Misterios dionisíacos

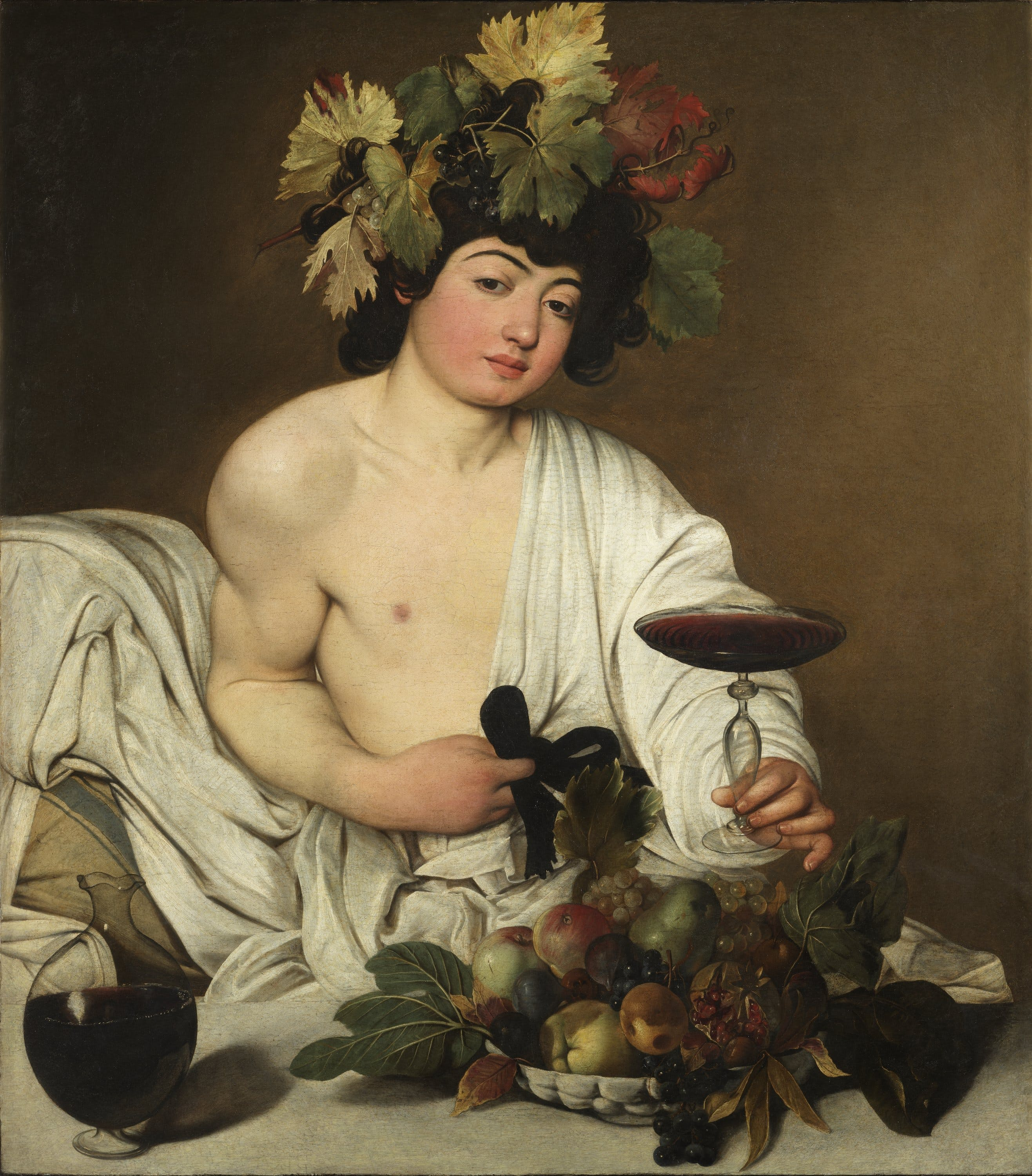
Dioniso en Baco de Caravaggio

Los misterios dionisíacos fueron un ritual en la Antigua Grecia y Roma que a veces empleaba sustancias psicoactivas y otras técnicas que inducen al trance (como la danza o la música) para eliminar las inhibiciones y restricciones sociales, liberando así a la persona para que regrese a un supuesto estado natural. También brindaban cierta liberación a hombres y mujeres que eran marginados por la sociedad griega, entre quienes se encontraban esclavos, forajidos y no ciudadanos. En su fase final, los Misterios cambiaron de énfasis, pasando de una orientación ctónica e inframundana a una trascendental y mística, el dios Dioniso cambiando su naturaleza de igual manera. Por su naturaleza como religión mistérica reservada a los iniciados, muchos aspectos del culto dionisíaco se desconocen aún y se perdieron con el declive del politeísmo grecorromano. El conocimiento moderno de estos rituales se deriva de descripciones, imágenes y estudios transculturales.

## Orígenes

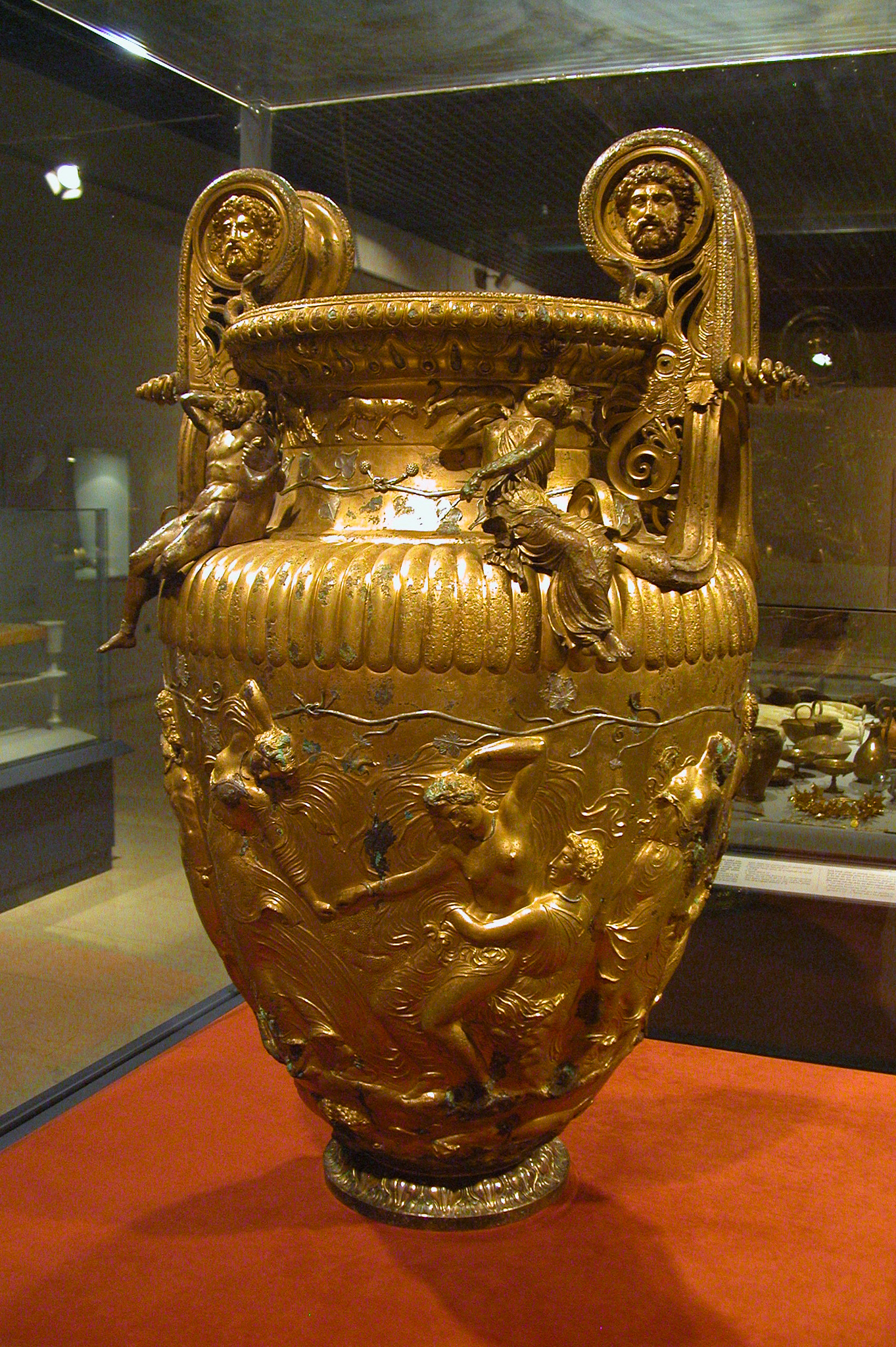
La cratera de Derveni, longitud: 90,5 cm,

Se cree que los misterios dionisíacos de la Grecia continental y el Imperio romano se desarrollaron a partir de un culto iniciático más primitivo de origen desconocido (probablemente tracio o frigio) que ya se había extendido a lo largo de toda la región mediterránea para comienzos del período griego clásico. Su difusión ha sido asociada con la diseminación del vino, un sacramento o enteógeno con el que parecen haber estado asociados estrechamente desde el comienzo (si bien es posible que la hidromiel haya sido el sacramento original). Empezando como un rito simple, evolucionó rápidamente dentro de la cultura griega hasta convertirse en una religión mistérica popular, que absorbió una variedad de cultos similares (y sus dioses) en una síntesis típicamente griega a lo largo de todos sus territorios; una forma tardía fueron los misterios órficos. No obstante, todas las etapas de este espectro de desarrollo parecen haber ocurrido de manera paralela a lo largo del Mediterráneo oriental hasta finales de la historia griega y la cristianización forzosa.

## Culto temprano de Dioniso
Originalmente se creía que el extático culto de Dioniso había llegado de manera tardía a Grecia proveniente de Tracia o Asia Menor, a raíz de su popularidad en ambos lugares y de que Dioniso no había sido integrado en el Panteón Olímpico. Sin embargo, una vez que se descubrió el nombre de la deidad en tablillas micénicas en Lineal B, tal teoría fue abandonada y el culto se empezó a considerar indígena, previo a la civilización griega. La ausencia de un Dioniso olímpico temprano se explica actualmente en términos de patrones de exclusión social y de la marginalidad del culto, más que con base en su cronología. A este punto es incontestable si el culto se originó en la Creta minoica (como un aspecto de un antiguo Zagreo) o en África –o incluso en Tracia o Asia, como un proto-Sabacio–, debido a la falta de evidencia. Algunos académicos creen que se trató de un culto adoptado que no era nativo de ninguno de estos lugares y que es posible que haya sido un culto ecléctico en su historia más temprana, aunque casi con certeza obtuvo muchas características familiares de la cultura minoica.

### Rol del vino

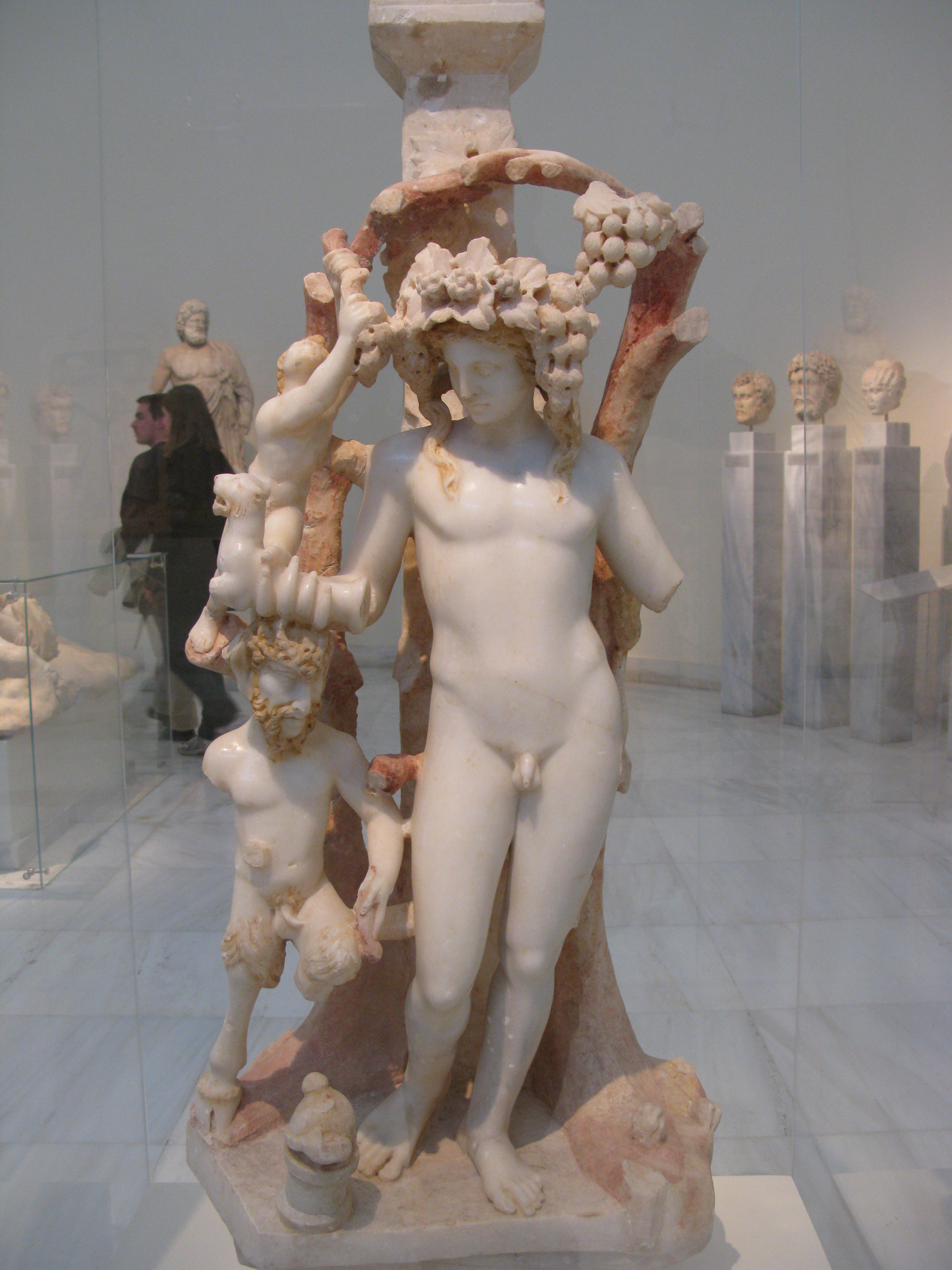
Soporte de mesa de mármol adornado por un grupo que incluye a Dioniso, Pan y un sátiro; Dioniso sostiene un ritón (vasija para beber) en forma de pantera; se conservan rastros de color rojo y amarillo en el cabello de las figuras y las ramas; de un taller de Asia Menor, 170-180 d. C., Museo Arqueológico Nacional de Atenas, Grecia

El rito original de Dioniso (tal y como se introdujo en Grecia) está asociado con un culto al vino (no muy diferente de los cultos enteogénicos en la antigua América Central), y tenía que ver con el cultivo de la vid, así como con un entendimiento de su ciclo vital (se creía que encarnaba al dios viviente) y de la fermentación del vino a partir de su cuerpo desmembrado (lo que se asociaba con la esencia del dios en el inframundo). Con todo, mucho más importante es el que se consideraba que los efectos embriagadores y desinhibidores del vino se debían a una posesión por parte del espíritu del dios (y, posteriormente, como la causa de tal posesión). También se derramaba vino sobre la tierra y su vid en crecimiento, completando así el ciclo. El culto no tenía que ver únicamente con la vid en sí misma, sino también con los demás componentes del vino. El vino incluye otros ingredientes (herbales, florales y resinas) que agregan a su calidad, sabor y propiedades medicinales.
Algunos académicos han sugerido que, dado el bajo contenido alcohólico del vino antiguo, es posible que sus efectos se debieran a un ingrediente psicoactivo adicional en su forma sacramental, posibilidad que es respaldada por iconografía que muestra hierbas mezcladas con el vino en las cráteras, en particular antes del comportamiento extático. La amapola, de la que se obtiene el opio, es una candidata probable, en tanto a veces el dios la lleva como corona de flores en el arte. Además, miel y cera de abejas eran añadidas a menudo al vino, introduciendo una bebida aún más antigua (hidromiel). Károly Kerényi postuló que este conocimiento tradicional del vino reemplazó (y en parte absorbió) el conocimiento tradicional del hidromiel del Neolítico más temprano que involucraba enjambres de abejas asociados con Dioniso por los griegos. El hidromiel y la cerveza (con su base de cereales) se incorporaron al dominio de Dioniso, probablemente a través de su identificación con la deidad tracia Sabacio.
Otras plantas que se cree han sido de importancia para la viticultura fueron también incluidas en el conocimiento tradicional del vino, como la hiedra (que se creía contrarrestaba la embriaguez, y era por tanto, opuesta a la vid, y que florecía en invierno en lugar de verano); el higo (un purgante de toxinas) y el pino (un conservante del vino). El toro (de cuyos cuernos se bebía el vino) y el macho cabrío (de cuya carne se obtenían odres y cuya pastura podaba las vides) también formaban parte del culto, eventualmente vistos como manifestaciones de Dioniso. Algunas de estas asociaciones habían estado vinculado con deidades de la fertilidad (como Dioniso) y se convirtieron en parte del nuevo rol del dios. La comprensión del conocimiento tradicional vitivinícola y su simbolismo es clave para entender el culto que surgió de él, asumiendo un significado diferente al de la elaboración del vino hasta abarcar la vida, la muerte y el renacimiento y brindando intuiciones sobre la psicología humana.
Asumiendo que el culto a Dioniso haya llegado a Grecia con la importación de vino, es probable pues que haya surgido por primera vez alrededor del año 6.000 a. C.[cita requerida] en uno de dos lugares: las montañas Zagros y las fronteras de Mesopotamia y Persia (con su rica cultura vinícola proveniente de Asia Menor), o de vides silvestres en las laderas de las montañas de Libia y otras regiones del norte de África. El norte de África proveía de vino al antiguo Egipto desde alrededor del 2.500 a. C. y allí se celebraban ritos extáticos que involucraban la posesión de animales, en particular los hombres cabra y hombres pantera del culto Aissaoua sufí de Marruecos (aunque es posible que este culto se haya visto, en cambio, influido por el dionisíaco). En cualquier caso, la Creta minoica fue el siguiente eslabón de la cadena, importando vino de los egipcios, tracios y fenicios y exportándolo a sus colonias (como Grecia). Los misterios probablemente tomaron forma en la Creta minoica entre los años 3.000 y 1.000 a. C., en tanto el nombre «Dioniso» no existe en ningún otro lugar que no sea Creta o Grecia.

### Ritos

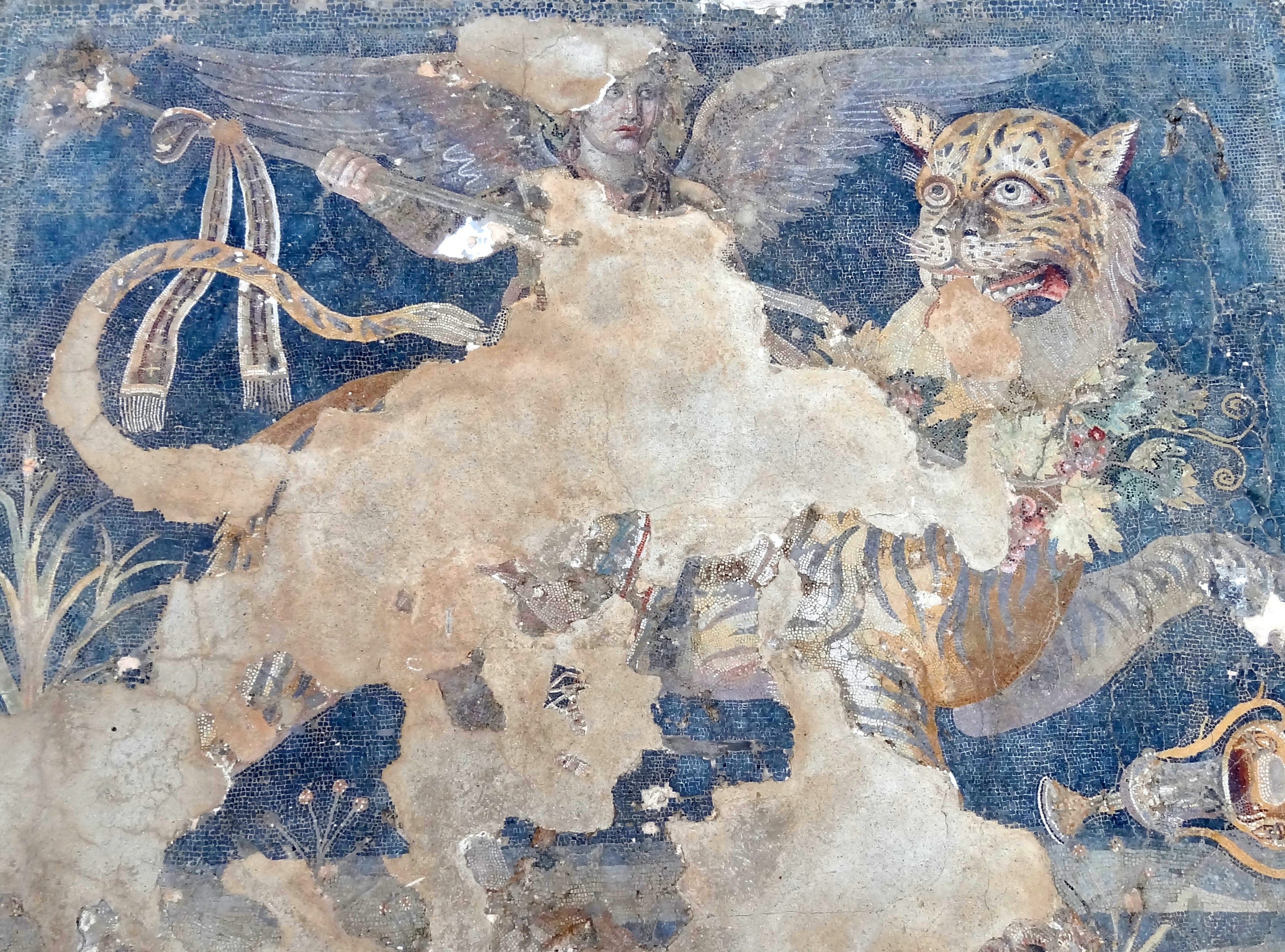
Un mosaico griego helenístico que representa al dios Dioniso como un daimon alado montado en un tigre, de la Casa de Dioniso en Delos (que una vez estuvo controlada por Atenas) en la región del Egeo Meridional de Grecia, finales del, Museo Arqueológico de Delos

Los ritos se basaban en un tema estacional de muerte y renacimiento, común entre cultos agrícolas tales como los misterios eleusinos. Según observadores griegos y egipcios contemporáneos, los misterios osiríacos eran paralelos a los dionisíacos. La posesión por un espíritu implicaba liberación de las reglas y restricciones de la civilización. Celebraba aquello que estaba fuera de la sociedad civilizada y un regreso a la naturaleza primordial—que luego asumiría matices místicos. Asimismo, implicaba escapar de la personalidad socializada y del ego hacia un estado extático y deificado o hacia la manada primigenia (a veces ambas). En tal sentido, Dioniso era el dios-bestia interior, o la mente inconsciente de la psicología moderna. Tal actividad se ha interpretado como fertilizadora, tonificante, catártica, liberadora y transformadora, y por tanto atraía a personas en los márgenes de la sociedad: mujeres, esclavos, forajidos y «extranjeros» (no ciudadanos, en la democracia griega). Todas las personas eran iguales en un culto que invertía sus roles, similar a como ocurrió en las saturnales romanas.
La inducción al trance que era central en el culto implicaba no únicamente quimiognosis, sino también una «invocación de espíritu» con la bramadera y danza comunal con tambores y flautas. Los trances son descritos en términos antropológicos familiares, con movimientos característicos (como el latigazo hacia atrás con la cabeza que se encuentra en todos los cultos que inducen al trance que se encuentran hoy en día en el vudú afroamericano y sus contrapartes). Como ocurre en los ritos del vudú, ciertos ritmos eran asociados con el trance. También se encuentran ritmos preservados en prosa en griego que se refieren a los ritos dionisíacos (como en Las bacantes de Eurípides). Esta colección de citas clásicas describe ritos en las áreas rurales griegas en las montañas, a las que se hacían procesiones en los días festivos:
Siguiendo las antorchas mientras se sumergían y se balanceaban en la oscuridad, trepaban senderos por la montaña con la cabeza echada hacia atrás y los ojos vidriosos, bailando al ritmo de los tambores que agitaban su sangre [o 'tambaleaban borrachos con lo que se conocía como el paso de Dioniso' ]. 'En este estado de ekstasis (éxtasis) o de enthusiasmos (entusiasmo), se abandonaban bailando desenfrenadamente y gritando '¡Euoi!' [el nombre del dios] y en tal momento de intenso arrebato se identificaban con el dios mismo. Se llenaban de su espíritu y adquirían poderes divinos.
Esta práctica está demostrada en la cultura griega por las bacanales de las ménades, tíades y <i>bacoi</i>; muchos gobernantes griegos consideraban al culto una amenaza para la sociedad civilizada y querían controlarlo (cuando no suprimirlo del todo). Este último propósito fracasó, mientras que el primero tendría éxito en la fundación de un dionisianismo domesticado como religión de estado en Atenas. Esta fue apenas una forma de dionisianismo—un culto que asumió formas diferentes en lugares diferentes (a menudo absorbiendo divinidades indígenas y sus ritos, como ocurrió con el propio Dioniso). Los bacoi griegos afirmaban que, como el vino, Dioniso tenía un sabor diferente en diferentes regiones; reflejando su suelo mítico y cultural, Dioniso aparecía bajo diferentes nombres y apariencias en regiones diferentes.

### Parafernalia dionisíaca
- Cántaros, una copa para beber con asas grandes, originalmente el ritón (cuerno de un toro, para beber), más tarde un kylix (cáliz) o copa de vino
- Tirso, varita larga con una piña de pino en la parte superior, llevada por iniciados y por los poseídos por el dios
- Un bastón, alguna vez arrojado al suelo para marcar el espacio ritual
- Crátera, tazón para mezclar
- Flagelo, un azote
- Hacha doble minoica, alguna vez utilizada en ritos de sacrificio, luego reemplazada por el kopis griego (daga curva)
- Retis, red de cazador
- Corona y manto de laurel, túnica morada o nebix de piel de leopardo o cervatillo
- Botas de caza
- Máscaras de personajes
- Bramadera
- Salpinx, trompeta larga y recta
- Flauta de pan
- Tympanum, un tambor de marco
- Liknon, cesta sagrada con higos

### Ofrendas tradicionales a Dioniso
Almizcle, almizcle de civeta, olíbano, estoraque, hiedra, uvas, pino, higos, vino, miel, manzanas, cáñamo indio, raíz de orquídea, cardo, todos los árboles silvestres y domésticos.

### Animales sagrados para Dioniso
Dioniso tiene numerosos animales sagrados, tales como el leopardo o el toro Otros animales sagrados los leones y otros grandes felinos, las cabras, los burros y las serpientes.
El toro y la cabra y sus «enemigos», la pantera (o cualquier gran felino – una vez que los griegos colonizaron parte de la India, el tigre de Shiva a veces reemplazó a la pantera o al leopardo tradicionales) y la serpiente (probablemente derivada de Sabacio, pero también encontrada en cultos del norte de África); asimismo, el delfín, el león y la abeja.
Toros
La asociación de Dioniso con los toros aparece en múltiples epítetos. En Las bacantes, Pentos, que se opuso a su culto en la ciudad de origen del dios, Tebas, veía cuernos en la cabeza de Dioniso mientras empezaba a enloquecer.
Los siguientes son epítetos de Dioniso relacionados con los toros:
Taurocéfalo/Taurokranos/Taurometôpos (en griego: Ταυροφαγος), un epíteto de Dioniso en los misterios órficos. (Himn. Orf. 51. 2. ). Aparece también como epíteto de ríos y el océano, que simbólicamente eran representados como toros, para indicar su efecto fertilizador sobre las tierras. (Eurip. Ifig. Aul. 275, Orest. 1378; Aelian, VH ii. 33; Horat. Carm. IV. 14, 25.)
Tauros; un toro, ocurre como epíteto de Dioniso. (Eurip. Las Bac. 918; Atenas. xi. pág. 476; Plut. Cuest. Graec. 36; Lycoph. Cas. 209.)

## Invocaciones de Dioniso (de los himnos órficos)
«Llamo al rugiente y juerguista Dioniso ,
primitivo, de doble naturaleza, tres veces nacido, señor báquico,
salvaje, inefable, reservado, de dos cuernos y de dos formas.
Cubierto de hiedra, con rostro de toro, belicoso, aullador, puro,
Tomas carne cruda, tienes banquetes, envueltos en follaje, adornados con racimos de uva.
Ingenioso Eubuleo, dios inmortal engendrado por Zeus
Cuando se apareó con Perséfone en unión inmencionable.
Escucha mi voz, oh bendito,
y con vuestras bellas ninfas sopla sobre mí en un espíritu de perfecto ágape".
«En la embriaguez, física o espiritual, el iniciado recupera una intensidad de sentimiento que la prudencia había destruido; encuentra el mundo lleno de deleite y de belleza, y su imaginación se libera súbitamente de la prisión de las preocupaciones cotidianas. El ritual báquico producía lo que se llamaba 'entusiasmo', que etimológicamente significa hacer que el dios entre en el adorador, quien creía que se hacía uno con el dios».

Himno órfico XLIV. A Dioniso Bassareus
Un himno
Ven, bendito Dioniso [Dionysos], de varios nombres, de rostro de toro, engendrado de Trueno, famoso como Baco [Bakkhos] . Dios Bassariano, de poder universal, a quien las espadas, la sangre y la sagrada ira deleitan: En el cielo regocijándose, Dios loco, ruidoso, inspirador furioso, portador de la vara: Reverenciado por los Dioses, que habitan con género humano, venga propicio, con mente de mucho regocijo.

Himno órfico XLV. A Baco Liknitus [Liknitos Dionysos ]
La Fumigación de Manna.
Baco Liknitano [Liknitos Dionysos], portador de la vid, a vos invoco para bendecir estos ritos divinos: Florido y alegre, de las ninfas la flor brillante, y de la bella Venus [Afrodita], Diosa del deleite, 'Son vuestros locos pasos con locas ninfas para batir, bailando a través de arboledas con pies que saltan levemente: De los altos consejos de Júpiter [Zeus] alimentados por Proserpina [Persefone], y nacidos del temor de todos los poderes divinos: Venid, bendito poder, considerad la voz de vuestro suplicante, venid propicio, y regocíjaos en estos ritos.

Himno órfico XLVI. A Baco Pericionio [ Dionysos Perikionios]
La Fumigación de Aromáticos.
Baco Pericionio [Dionysos Perikionios], escucha mi oración, que enloqueciste la casa de Cadmo una vez de tu cuidado, con una fuerza incomparable, sus pilares girando alrededor, (cuando los truenos ardientes sacudieron la tierra sólida, en torrentes llameantes, fundantes torrentes nacidos a lo largo), sostenido por tu agarre indisolublemente fuerte. Ven, poderoso Baco, a estos ritos inclinado, y bendice a tus suplicantes con mente regocijada.

## Inscripción sobre los misterios en Plovdiv
Una antigua inscripción romana escrita en griego antiguo que data de entre 253 y 255 d. C. fue descubierta en la Gran Basílica de Plovdiv (antigua Filipópolis). La inscripción se refiere a los misterios dionisíacos y también menciona a los emperadores romanos Valeriano y Galieno. Se encontró en una gran estela que se utilizó como material de construcción durante la construcción de la Gran Basílica.